# Pietro Diana
Pietro Diana (zm. 1207 w Rzymie) – włoski duchowny katolicki, pochodzący z Piacenza.
Był papieskim subdiakonem oraz prepozytem kościoła kolegiackiego S. Antonino w Piacenza. Na konsystorzu w marcu 1185 papież Lucjusz III mianował go kardynałem diakonem San Nicola in Carcere. Sygnował bulle papieskie między 18 marca 1185 a 11 stycznia 1207. W 1188 roku razem z kardynałem Soffredo został mianowany legatem papieskim w Lombardii; sprawował tę funkcję do maja 1193, z krótką przerwą na przełomie 1190/1191. W tym czasie doprowadził do zawarcia pokoju między Pizą a Genuą. Utrzymywał przyjazne stosunki z cesarzem Henrykiem VI i cieszył się jego zaufaniem, toteż w 1195 pośredniczył w rozmowach między papieżem Celestynem III a cesarzem w sprawie organizacji nowej krucjaty. Po osiągnięciu sukcesu w tych rozmowach został legatem w Niemczech w celu propagowania wyprawy krzyżowej. Pod koniec 1196 powrócił do Rzymu. Na początku pontyfikatu Innocentego III ponownie służył jako mediator z ramienia Stolicy Apostolskiej w konflikcie między Pizą a Genuą, próbując nakłonić je do zawarcia pokoju i przyłączenia się do krucjaty. Zmarł w Rzymie krótko po 11 stycznia 1207 i został pochowany w swoim kościele tytularnym Santa Cecilia.